# Hälltjärnen (Ljusnarsbergs socken, Västmanland, 664894-146696)
Hälltjärnen är en sjö i Ljusnarsbergs kommun i Västmanland och ingår i Norrströms huvudavrinningsområde.